# Populus fredroviensis
Populus fredroviensis är en videväxtart som beskrevs av Wroblewski. Populus fredroviensis ingår i släktet popplar, och familjen videväxter. Inga underarter finns listade i Catalogue of Life.